# Reinhard Hepting
Reinhard Hepting (* 13. September 1946 in Nürnberg; † 2. Dezember 2012 in Gräfelfing) war ein deutscher Rechtswissenschaftler.

## Werdegang
Hepting promovierte 1973 an der Ludwig-Maximilians-Universität München. Von 1974 bis 1982 war er Wissenschaftlicher Assistent bei Erik Jayme am Institut für Rechtsvergleichung der Universität München, wo er sich 1982 auch habilitierte. Von 1982 bis 1984 nahm er Lehrstuhlvertretungen an den Universitäten Regensburg und Frankfurt am Main wahr. 1984 folgte er einem Ruf auf eine Professur für Bürgerliches Recht und Sozialrecht an die Universität zu Köln. Ab 1991 war er Ordinarius für Bürgerliches Recht, Internationales Privatrecht und Rechtsvergleichung an der Johannes Gutenberg-Universität Mainz.
Hepting war verheiratet und hatte vier Kinder.

## Schriften (Auswahl)
- Die Gegenseitigkeit im Internationalen Privatrecht und Internationalen Zivilprozessrecht. Dissertation, Universität München, 1974.
- Ehevereinbarungen: Die autonome Ausgestaltung der ehelichen Lebensgemeinschaft im Verhältnis zu Eherecht, Rechtsgeschäftslehre und Schuldrecht. Beck, München 1984, ISBN 3-406-09769-3 (Habilitationsschrift, Universität München, 1981/82).
- Deutsches und Internationales Familienrecht im Personenstandsrecht: Handbuch für die Praxis. Verlag für Standesamtswesen, Frankfurt am Main 2010, ISBN 978-3-8019-5715-5.